# Université internationale de Monaco
 (mars 2019).
Si vous disposez d'ouvrages ou d'articles de référence ou si vous connaissez des sites web de qualité traitant du thème abordé ici, merci de compléter l'article en donnant les références utiles à sa vérifiabilité et en les liant à la section « Notes et références ».
Pour les articles homonymes, voir IUM.
L'université internationale de Monaco (en anglais : International University of Monaco), abrégé de l'anglais IUM, est un établissement d'enseignement supérieur privé monégasque proposant des programmes d'enseignement de troisième cycle (Bachelor, MBA et DBA) en anglais. Elle est membre du groupe Omnes Éducation (INSEEC) et est située à la Condamine.
Les enseignements de l'université touchent au secteur du luxe. À ce titre, les étudiants sont impliqués dans le Monaco Yacht Show, le Grand Prix de Monaco, le ePrix.
L'université est partenaire de la Fondation Prince-Albert-II-de-Monaco.

## Histoire
Le gouvernement de Monaco, en application de la loi no 826 du 14 août 1967 sur l’enseignement, reconnaît l’université internationale de Monaco et certifie ses diplômes.
Son école de commerce (spécialisée finances et luxe) est créée en 1986 par un fonds d’investissement suisse. En 2010, le groupe américain Career Education Corporation (propriétaire de l'INSEEC) la rachète. Elle compte alors 400 étudiants. Il s'ensuit le début de son rapprochement avec l'INSEEC.
Historiquement située dans les locaux du stade Louis-II, l'université déménage dans la nouvelle tour Le Stella en 2019.
Depuis 2021, les programmes de l'université sont accrédités par l'Association to Advance Collegiate Schools of Business (AACSB),. En 2024, l'université atteint un effectif de 1 100 étudiants (+50% en deux ans) et considère un nouveau déménagement pour accompagner sa croissance.
Le diplôme MBA de l'IUM est accrédité par l'Association of MBAs.

## Affiliations internationales
- Association to Advance Collegiate Schools of Business (AACSB)
- European Foundation for Management Development (EFMD)
- Principles for Responsible Management Education (PRME)
- The Association of International Educators (NAFSA)
- European Council of International Schools (ECIS)

## Classements internationaux
- The Economist - Full Time MBA ranking : 50e (2022)[9].
- QS - Global MBA Rankings : 141-150e (2018)[10].
- CNN Expansión (en) - Los Mejores MBA : 35e (2021)[11].
- Poets & Quants - List of the Top International MBA Programs : 63e (2017)[12].

## Étudiants notoires
- Marlene Harnois, MBA, 2020
- Guillaume Rose, MBA[13]